# 2005 GB187
2005 GB187, também escrito como 2005 GB187, é um objeto transnetuniano que está localizado no Cinturão de Kuiper, uma região do Sistema Solar. Este corpo celeste é classificado como um plutino, pois, o mesmo está em uma ressonância orbital de 2:3 com o planeta Netuno. Ele possui uma magnitude absoluta de 7,2 e tem um diâmetro estimado com 153 km.

## Descoberta
2005 GB187 foi descoberto no dia 10 de abril de 2005 pelo astrônomo Marc W. Buie.

## Órbita
A órbita de 2005 GB187 tem uma excentricidade de 0,240 e possui um semieixo maior de 39,656 UA. O seu periélio leva o mesmo a uma distância de 30,131 UA em relação ao Sol e seu afélio a 49,182 UA.